# Zwarte staartspin
De zwarte staartspin (Textrix caudata) is een spinnensoort uit de familie van de trechterspinnen (Agelenidae). De wetenschappelijke naam van de soort werd in 1872 gepubliceerd door Ludwig Carl Christian Koch.
De soort komt voor in Macaronesië, Noord-Afrika, Syrië en Zuid-Europa tot in België.